# 妥当性
ある論証が、前提が全て真であれば結論も必ず真となるような形になっている時、その論証を妥当（だとう、英: validity）であるという。より厳密に表現すると、『全ての前提が真である』ことと『結論が偽である』ことが決して両立しない論証を妥当であるという。
論証が妥当であるか否かはその形によってのみ決まり、個々の文の真理値は問わない。論証の妥当性は結論が真であることを保証しない（妥当な論証でも前提に偽があれば結論も偽になりうる）し、妥当でない論証（「不当; invalid」と表現することがある）の結論が偽とも限らない。
妥当であり、かつ全ての前提が真である論証を健全な論証という。妥当性および健全性の定義により、健全な論証の結論は常に真である。

## 妥当な論証の例
三段論法の例として有名な以下の論証は妥当である。
例1（妥当）
- 全ての人間は死ぬ。
- ソクラテスは人間である。
- 結論：ソクラテスは死ぬ。

これは演繹的な論証であり、記号におきかえると次のように記述できる。
例1の一般化
- P⇒Q
  - 集合P（人間）は例外なくQである（死ぬ）

- n∈P
  - n（ソクラテス）はPの要素である

- 結論：n⇒Q
  - nは（Pなのだから）Qである（死ぬ）

この形式を保ったまま（つまり記号にした部分だけを）任意の言葉を差し替えて別の論証を作ると、真理値は変わる可能性があるが、妥当性は形式に依拠するため保たれる。この例は元の文が妥当なので、次の文も（ナンセンスではあるが）妥当である。
例2（妥当）
- 全ての猿はバナナを好む。
- 富士山は猿である。
- 結論：富士山はバナナを好む。

例2の結論は偽である。妥当な論証の結論が真でないということから、前提のどれかが必ず偽だといえる。逆に言うと、例2の前提を（強引に）真と仮定するならば、富士山はバナナを好むと結論するのが論理的帰結となる。

## 妥当でない論証の例
次の論証は妥当ではない。
例3（妥当ではない）
- すべてのカラスは黒い。
- この鳥は黒い。
- 結論：この鳥はカラスである。

この場で論じられている『この黒い鳥』は、本当にカラスかも知れない。つまり結論は真でもありうる。しかしそれは前提から導かれたものではなく、『前提が全て真である』ことと『結論が偽である』ことが両立しうる。よってこの論証に妥当性は無い。